# دو گوک گوجوسان
پادشاه دوگوک سی و یکمین پادشاه گوجوسان بود. او از ۴۳۲ قبل از میلاد تا ۴۱۳ قبل از میلاد حکومت کرد. نام شخصی او جئونگ (هانگول: 징، هانجا: 澄) بود. بعد از او هیوک سئونگ گوجوسان به سلطنت رسید.